# Philippe de la Salle
Pour les articles homonymes, voir La Salle.
Philippe de la Salle ou Philippe de Lasalle est un dessinateur-ornemaniste français né à Seyssel le 2 septembre 1723 et mort à Lyon le 27 février 1804. Dessinateur de motifs pour le tissage de la soie, il est également inventeur et acquiert un grand prestige international.

## Biographie

### Naissance et formation
Philippe de la Salle est le fils d'un fonctionnaire de l'administration des finances. Orphelin à un an, il arrive à Lyon à l'âge de 14 ans chez l'un de ses oncles. Il entre en apprentissage chez le peintre Daniel Sarrabat, cité en 1751 parmi les peintres lyonnais capables de former les dessinateurs en soieries (l'éducation artistique était souvent conçue à Lyon dans une optique utilitaire). Après quelques années il part compléter sa formation dans divers ateliers parisiens : tout d'abord chez deux peintres de l'Académie, François Boucher et Jean-Jacques Bachelier, peintre de fleurs, puis à la Manufacture des Gobelins et à la Savonnerie.

### Arrivée à Lyon et œuvre au sein de la Fabrique

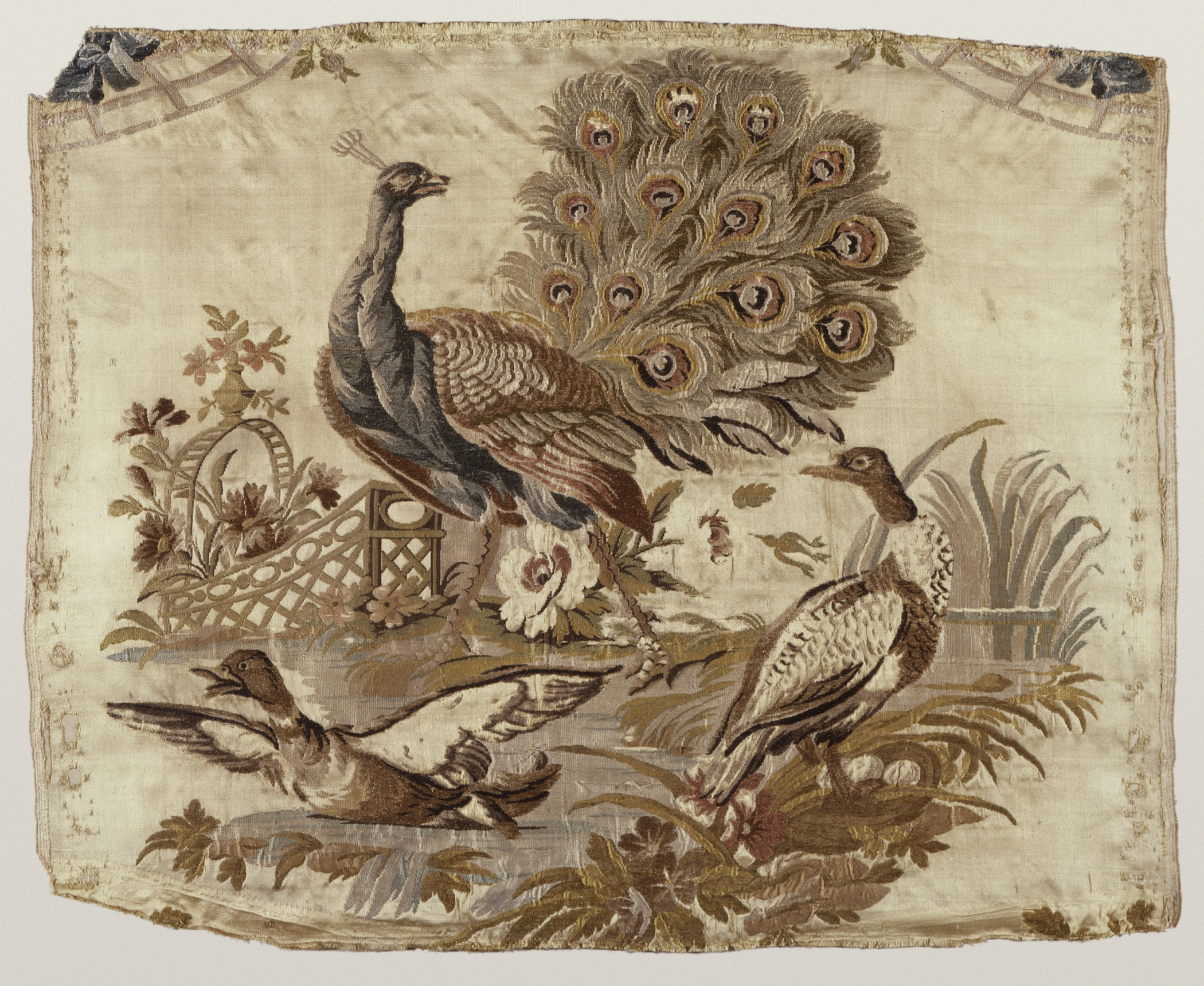
Fragment d'un tissu mural réalisé vers 1765. Conservé au musée d'art du comté de Los Angeles.

Il revient à Lyon en 1744 et accroît ses connaissances techniques, nécessaires aux dessinateurs de soieries, surtout la mise en carte, un travail qui consiste à reproduire le dessin sur un quadrillage pour l'exécution sur le métier. Il se lie avec le fabricant Charryé dont il épouse la fille en 1748. Il s'installe rue Sainte-Catherine et a pour voisin un autre grand dessinateur et inventeur : Jean Revel. En 1760, il devient professeur de dessin pour les élèves de la « Grande Fabrique ».

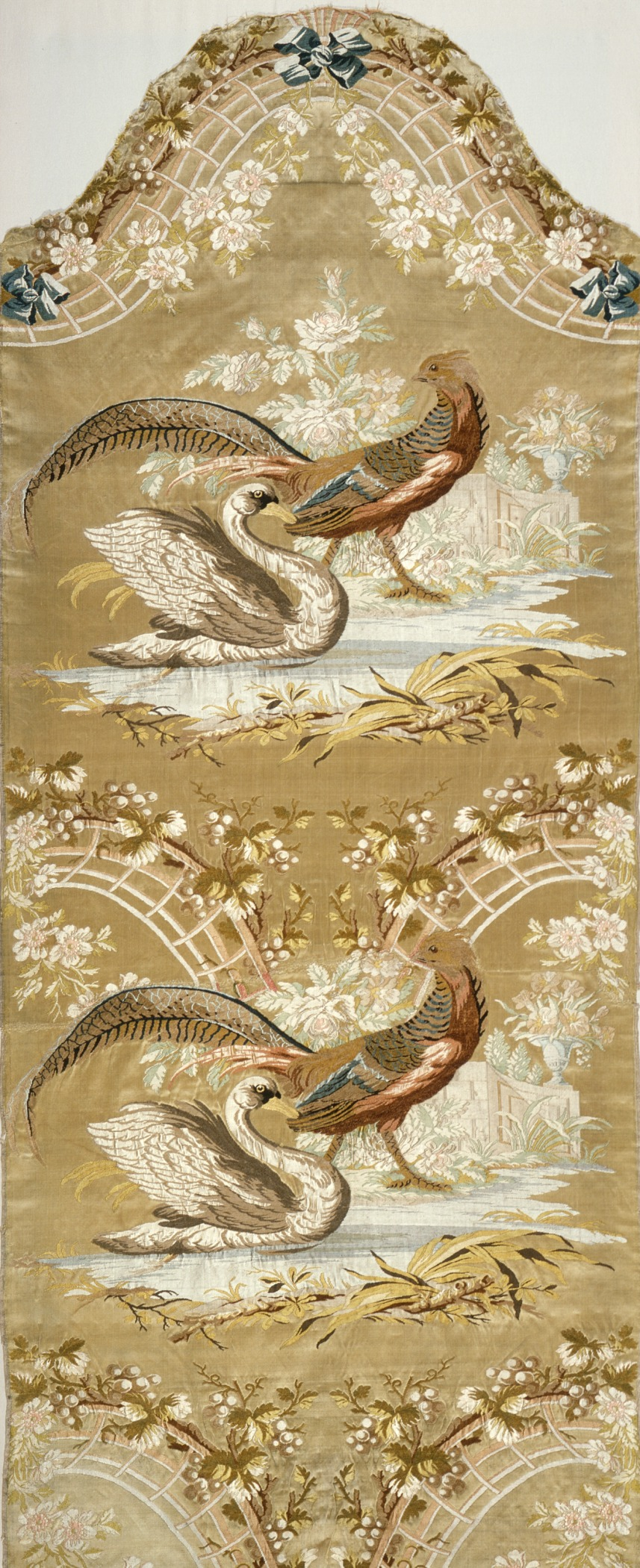
fragment d'un tissu réalisé vers 1765. Conservé au musée d'art du comté de Los Angeles.

Dessinateur, mais aussi fabricant et commerçant en soie, il s'intéresse à tout ce qui peut aider à surmonter la crise du secteur soyeux. Ainsi, dans le souci de proposer des produits à une clientèle moins fortunée, il demande au conseil de commerce de Paris l'autorisation de fabriquer des tissus avec du fil doré et non en or, pour diminuer leur coût de revient. Cette production est interdite pour lutter contre les contrefaçons et rassurer la clientèle, mais La Salle propose de le permettre en contrôlant les fabricants et en apposant une marque pour garantir qu'un vêtement est fait en fil d'or ou fil doré. Cela lui est refusé.

### Œuvres techniques et artistiques

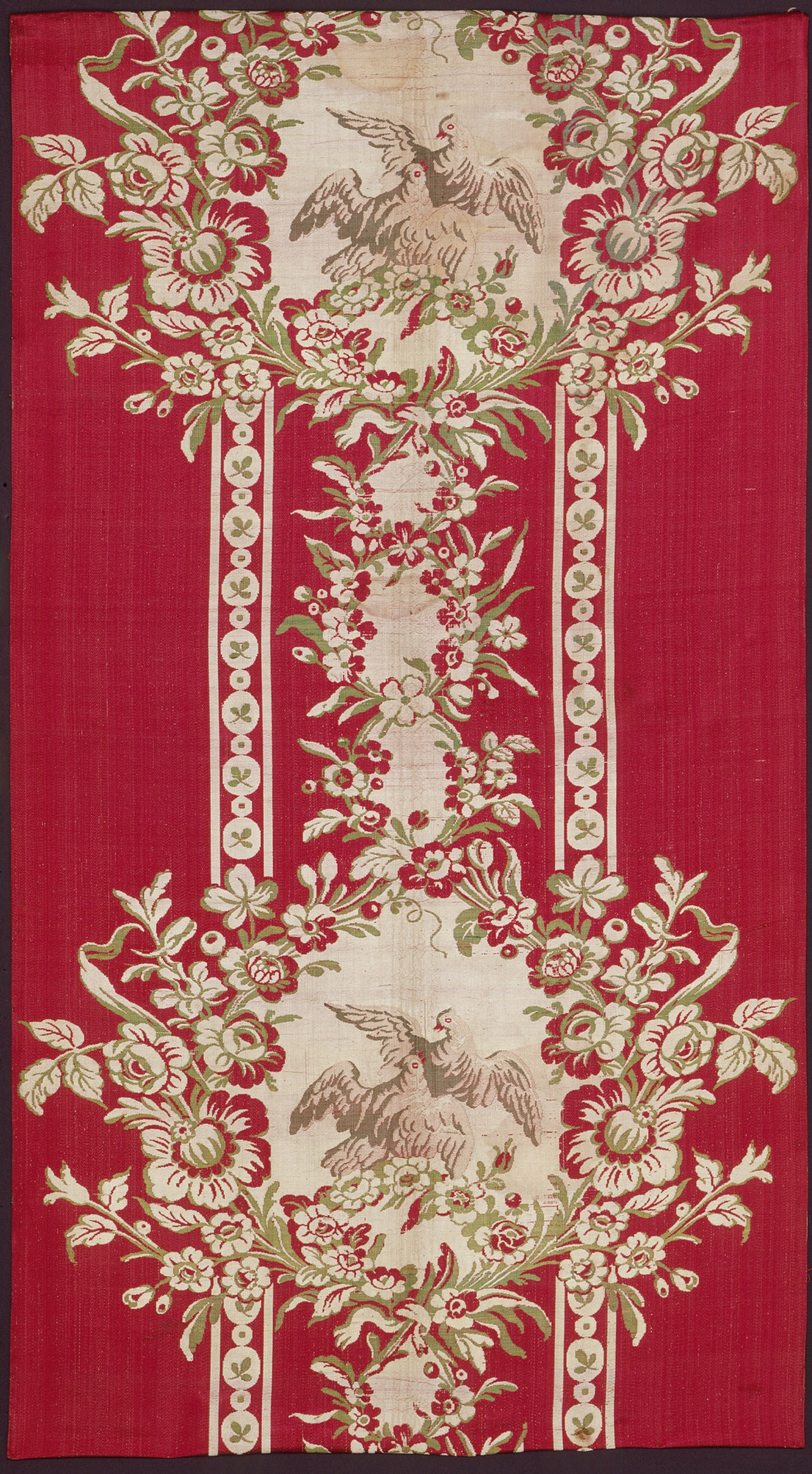
tissu réalisé vers 1780. Conservé au musée d'art du comté de Los Angeles.

Rénovateur du tissage des soies brochées, il donne à la fabrique lyonnaise son prestige. Technicien de génie, il apporte certains perfectionnements ingénieux au métier à tisser (il perfectionne notamment le métier à grande tire), lorsque sa formation artistique lui permet de bien maîtriser la mise en carte : ses dessins deviennent alors d’une variété et d'une réussite esthétique extraordinaire (son art tend à l'expression réaliste de la nature). Il est le premier à concevoir l'idée d'étoffes pour le meuble, une caractéristique des tissus de l’époque Louis XVI.
Le style lyonnais étend sa notoriété et La Salle devient vite le fournisseur de la famille royale ; sa notoriété dépasse les frontières de France et les cours d'Europe lui passent d’importantes commandes. Il meuble la chambre de Louis XVI à Saint-Cloud et réalise la soierie de l'appartement de souveraines à Fontainebleau et les tentures pour les appartements de Marie-Antoinette, il produit pour Catherine II de Russie des portraits ainsi qu'une tenture de l'Annexion de la Crimée par la Russie en 1783. Il se lie d'amitié avec de nombreuses personnalités des milieux éclairés, notamment Trudaine de Montigny, Turgot, Voltaire.
Couvert d'honneurs et anobli, il est pensionné du roi avec le cordon de l'ordre royal de Saint-Michel. Sa carrière n'évolue plus après la Révolution à cause de la récession économique et l'effondrement de la Fabrique : il meurt à Lyon en 1804.

## Dédicaces
Ses œuvres sont exposées dans une salle qui lui est consacrée au Musée des Tissus et des Arts décoratifs de Lyon. Il est aussi représenté sur la Fresque des Lyonnais à l'angle du 49 quai Saint-Vincent et du 2 rue de la Martinière. Dans le 4e arrondissement lyonnais, la rue Philippe-de-Lassalle lui rend hommage, elle portait jusqu'en 1909 le nom de rue Saint-Pothin(et en 1909, quand la ville de Lyon devient propriétaire du terrain de l’ancien « séminaire » Saint Pothin sur la même rue, ce dernier est aussi rebaptisé « clos Philippe de la Salle »).